# Meråker
Meråker er en kommune i Trøndelag fylke i Norge. Den grænser i nord til Verdal, i vest til Stjørdal og i syd til Selbu og Tydal. I øst grænser kommunen til Sverige.
Meråker centrum ligger 20 km fra Storlien og 48 km fra Trondheim Lufthavn, Værnes. Kommunen markedsfører sig selv som en friluftskommune. Hovederhvervet er industri og landbrug. Navnet kommer fra det gamle navn for hest, merr, og åker = ager.
Meråker blev oprettet som selvstændig kommune 1. januar 1874 da Øvre Stjørdal kommune blev delt i to: Hegra kommune og Meråker. Meråker havde ved oprettelsen 1.861 indbyggere.

## Meraker smelteværk
I 1898 blev der åbnet en karbidfabrik i Kopperå. Senere blev fabrikken ombygget til et siliciumsmelteværk. Smelteværket var i drift indtil juni 2006. Hovedproduktet var Microsilica som er et tilsætningsstof i cement.
Ved nedlæggelsen hed firmaet Elkem Meraker.